# Språkvetenskapliga fakulteten vid Uppsala universitet
Språkvetenskapliga fakulteten är en av nio fakulteter vid Uppsala universitet, och tillhör humanistisk-samhällsvetenskapliga vetenskapsområdet. Man erbjuder landets bredaste utbud av språkutbildning med cirka 300 kurser i ett fyrtiotal språk. Efter en institutionssammanslagning nyåret 2004 består fakulteten i dag av fyra institutioner: Engelska institutionen, Institutionen för lingvistik och filologi, Institutionen för moderna språk och Institutionen för nordiska språk. Geografiskt ligger man samlat i campus Engelska parken - Humanistiskt centrum, där även de teologiska och historisk-filosofiska fakulteterna är placerade.

## Historia
Fakultetens ursprung är den filosofiska fakulteten, som från början innefattade alla studier som inte kunde räknas till de "högre fakulteterna" teologi, juridik och medicin. Vid 1800-talets slut hade denna genom de framväxande moderna vetenskaperna nått en sådan omfattning att man såg sig tvungen att splittra den i två delar, en matematisk-naturvetenskaplig (i dag benämnd teknisk-naturvetenskaplig och en humanistisk. Först 1956 blev dock dessa formellt egna fakulteter. Den senare svällde i sin tur, och delades 1964 i en humanistisk och en samhällsvetenskaplig. I samband med att de språkvetenskaplia ämnena 1999 flyttade från Humanistcentrum till kvarteret Kemikum (nuvarande Engelska parken) delades även den humanistiska fakulteten upp, i det att dess språkvetenskapliga sektion ombildades till fakultet och återstoden fick den nya benämningen historisk-filosofisk fakultet. Uppdelningen har behållits även efter att de humanistiska fakulteterna sommaren 2004 samlades i campus Engelska parken, och de tankar som då och då väckts om en administrativt motiverad sammanslagning av de tre till en gemensam humanistisk fakultet (samt av juridiska och samhällsvetenskapliga fakulteterna) har ännu inte fått något fäste.

### Dekaner vid Fakulteten
- David Håkansson (2021– nuvarande)
- Joakim Nivre (2020–2021)
- Coco Norén (2014–2020)
- Björn Melander (2008–2014)
- Anna Sågvall Hein (2002–2008)

## Institutioner med mera

### Engelska institutionen
Engelska institutionen bedriver undervisning och forskning inom ämnena engelska språket, engelsk litteratur och amerikansk litteratur; vidare undervisar man på grundläggande och avancerad nivå i USA-kunskap. Under institutionen sorterar Svenska Institutet för Nordamerikastudier (SINAS) som är det enda av sitt slag i Sverige samt Keltiska avdelningen, som är ensam i Norden om utbildning och forskning i keltiska språk. Man kan läsa forniriska, modern iriska och kymriska(walesiska), och introduktionskurs i skotsk gaeliska.

### Institutionen för lingvistik och filologi
Institutionen för lingvistik och filologi, i dagligt tal lingfil, är en sammanslagning av de tidigare institutionerna för lingvistik, klassiska språk och afro-asiatiska språk, vilka idag utgör avdelningar inom institutionen (den sista under det mer rättvisande namnet "afrikanska och asiatiska språk och kulturer"). Sammanslagningen var framför allt ekonomiskt motiverad, men har inte varit helt utan vetenskaplig relevans. Man står värd för två utbildningsprogram, Språkteknologiprogrammet och Orientalistikprogrammet, och ger dessutom fristående kurser i Arabiska, Arameiska/syriska, Assyriologi, Bysantinologi, Datorlingvistik, Etiopiska, Grekiska, Hebreiska, Hindi, Indologi, Iranska språk (Iranistik), Jämförande indoeuropeisk språkforskning, Kinesiska, Kurdiska, Latin, Lingvistik, Språkteknologi, Swahili, Tamil och Turkiska språk.

### Institutionen för moderna språk
Institutionen för moderna språk är en sammanslagning av de tidigare institutionerna för finsk-ugriska språk, romanska språk och slaviska språk samt tyska institutionen. Man ger fristående kurser i albanska, bulgariska, estniska, finska, franska, italienska, katalanska, nordsamiska, polska, ryska, serbiska/kroatiska/bosniska (SKB), spanska, sydsamiska, tyska och ungerska.

### Institutionen för nordiska språk
Institutionen för nordiska språk står värd för språkvetarprogrammet, samt undervisar och forskar i svenska, svenska som andraspråk, danska, norska, isländska och fornisländska. Hit hör FUMS, Avdelningen för forskning och utbildning i modern svenska, Seminariet för nordisk namnforskning och Språkverkstaden. Liksom sina motsvarigheter i Lund, Göteborg, Stockholm, Linköping, Umeå och Malmö arrangerar institutionen också TISUS, Test i svenska för universitets- och högskolestudier.